# Érintőnégyszög

Érintőnégyszög ábrázolása. Az oldalakra állított merőlegesek négy deltoidra osztják az érintőnégyszöget.

Az érintőnégyszög olyan konvex négyszög, amelynek oldalai egyazon kör érintői (más szóval van beírt köre). Az érintősokszög speciális esete.
Érintőnégyszög például a négyzet, a rombusz és a konvex deltoid. Ha egy érintőnégyszög egyben húrnégyszög is, akkor bicentrikus négyszögnek nevezzük.
Az érintőnégyszög-tétel (ld. lentebb) a definíciónál egyszerű kritériumot ad arra nézve, hogy egy négyszög mely esetben érintőnégyszög. Nevezetesen, egy négyszög akkor és csak akkor érintőnégyszög, ha szemközti oldalainak összege egyenlő.
Az érintőnégyszög területe {\displaystyle T\,=\,r\cdot (a+c)=r\cdot (b+d)}, ahol a, b, c és d az oldalak hossza, és r a beírt kör sugara. A bicentrikus négyszög területe: {\displaystyle T\,=\,{\sqrt {abcd}}}.

## Szögfelezők
Egy érintőnégyszögben a szögfelezők a beírt kör középpontjában metszik egymást, és fordítva, ha egy négyszög szögfelezői egy pontban metszik egymást, akkor az érintőnégyszög.

## Érintőnégyszög-tétel
Bármely érintőnégyszögben a két-két szemközti oldal hosszának összege egyenlő: {\displaystyle a+c=b+d=s}, ahol {\displaystyle s} a félkerület.

### Következmény
A négyszöget a kör középpontjából háromszögekre bontva adódik, hogy {\displaystyle T=rs}. Ebből és a Bretschneider-formulából
{\displaystyle r={\frac {\sqrt {4p^{2}q^{2}-(a^{2}-b^{2}+c^{2}-d^{2})^{2}}}{2(a+b+c+d)}}={\frac {\sqrt {p^{2}q^{2}-(a-b)^{2}(a+b-s)^{2}}}{2s}}},
ahol {\displaystyle p} és {\displaystyle q} az átlók hossza.

### A tétel megfordítása
Ha egy konvex négyszögben két-két szemközti oldal hosszának összege egyenlő, akkor az érintőnégyszög.

### A tétel bizonyítása
A körhöz húzott érintő pontból húzott érintőszakaszok egyenlőek (érintő és szelőszakaszok tétele), vagyis {\displaystyle AB+CD=a+b+c+d} és {\displaystyle BC+AD=b+c+a+d}.

### A tétel megfordításának bizonyítása
Indirekt bizonyítjuk:
Tegyük fel, hogy {\displaystyle a+c=b+d} fennáll, de a négyszög nem érintőnégyszög. Legyen {\displaystyle a} a leghosszabb oldal, ekkor {\displaystyle b} és {\displaystyle d} összetartó egyenesek. Ha van két egyenlő hosszúságú oldal ({\displaystyle a} és {\displaystyle c}), akkor nem helyezkedhetnek el egymással szemben a feltétel miatt, miszerint {\displaystyle a} hosszabb a másik két oldalnál. Az {\displaystyle a} oldal és a {\displaystyle b} illetve {\displaystyle d} oldal {\displaystyle c} felé történő meghosszabbítása által meghatározott háromszög egyértelműen meghatároz egy {\displaystyle k} kört. Tegyük fel, hogy {\displaystyle k} nem érinti {\displaystyle c}-t.
Ekkor két eset van:
1) {\displaystyle c} metszi {\displaystyle k}-t
vagy
2) {\displaystyle c}-nek és {\displaystyle k}-nak nincsen közös pontja
Mozgassuk el {\displaystyle c} egyenesét párhuzamosan úgy, hogy érintse {\displaystyle k}-t. Ekkor {\displaystyle a,b',c',d'} érintőnégyszög mindkét esetben.
1)-nél {\displaystyle c'<c,b'>b,d'>d}, de ekkor nem lenne igaz a {\displaystyle a+c=b+d} feltevés, vagyis ellentmondáshoz jutottunk.
2)-nél ugyanígy ellentmondás, mivel {\displaystyle c'>c,b'<b,d'<d}.

### Átlók beírt körei
Egy konvex négyszög akkor és csak akkor érintőnégyszög, ha az átlói által meghatározott négy háromszög beírt köreinek sugaraira teljesül {\displaystyle {\tfrac {1}{r_{1}}}+{\tfrac {1}{r_{3}}}={\tfrac {1}{r_{2}}}+{\tfrac {1}{r_{4}}}}.